# Bence Gergényi
Bence Gergényi (Budapest, 16 marzo 1998) è un calciatore ungherese, difensore dell'Újpest.

## Statistiche

### Presenze e reti nei club
Statistiche aggiornate al 28 maggio 2023.
| Stagione            | Squadra             | Campionato          | Campionato | Campionato | Coppe nazionali | Coppe nazionali | Coppe nazionali | Coppe continentali | Coppe continentali | Coppe continentali | Altre coppe | Altre coppe | Altre coppe | Totale | Totale | Totale |
| Stagione            | Squadra             | Comp                | Pres       | Reti       | Comp            | Pres            | Reti            | Comp               | Pres               | Reti               | Comp        | Pres        | Reti        | Pres   | Reti   |        |
| ------------------- | ------------------- | ------------------- | ---------- | ---------- | --------------- | --------------- | --------------- | ------------------ | ------------------ | ------------------ | ----------- | ----------- | ----------- | ------ | ------ | ------ |
| gen.-giu. 2018      | Szeged 2011         | NBII                | 17         | 0          | CU              | -               | -               | -                  | -                  | -                  | -           | -           | -           | 17     | 0      |        |
| 2018-2019           | Zalaegerszeg        | NBII                | 24         | 1          | CU              | 1               | 0               | -                  | -                  | -                  | -           | -           | -           | 25     | 1      |        |
| 2019-gen. 2020      | Zalaegerszeg        | NBI                 | 6          | 0          | CU              | 4               | 0               | -                  | -                  | -                  | -           | -           | -           | 10     | 0      |        |
| gen.-giu. 2020      | Nafta 1903          | 2.SNL               | 1          | 0          | CS              | 2               | 0               | -                  | -                  | -                  | -           | -           | -           | 3      | 0      |        |
| 2020-2021           | Zalaegerszeg        | NBI                 | 27         | 1          | CU              | 4               | 0               | -                  | -                  | -                  | -           | -           | -           | 31     | 1      |        |
| 2021-2022           | Zalaegerszeg        | NBI                 | 28         | 0          | CU              | 2               | 0               | -                  | -                  | -                  | -           | -           | -           | 30     | 0      |        |
| 2022-2023           | Zalaegerszeg        | NBI                 | 29         | 3          | CU              | 6               | 0               | -                  | -                  | -                  | -           | -           | -           | 35     | 3      |        |
| Totale Zalaegerszeg | Totale Zalaegerszeg | Totale Zalaegerszeg | 114        | 5          |                 | 17              | 0               |                    | -                  | -                  |             | -           | -           | 131    | 5      |        |
| Totale carriera     | Totale carriera     | Totale carriera     | 132        | 5          |                 | 19              | 0               |                    | -                  | -                  |             | -           | -           | 151    | 5      |        |

## Palmarès

### Club

#### Competizioni nazionali
- Nemzeti Bajnokság II: 1

Zalaegerszeg: 2018-2019
- Coppa d'Ungheria: 1

Zalaegerszeg: 2022-2023